# Autorretrato con perro negro
Autorretrato con perro negro o Retrato del artista, es un cuadro del pintor francés Gustave Courbet, ejecutado en 1842 y retocado en 1844. Se conserva en París en el Petit Palais.

## Descripción
Un joven que lleva un sombrero de ala ancha y redonda está sentado en la tierra, flanqueado por un perro negro. La figura, apoyada contra una gran roca, mira al espectador mientras sostiene una pipa. Detrás de él, contra la piedra y sobre la hierba un libro y un bastón. A lo lejos, se observa un paisaje: un valle, árboles y colinas, dominados por cielos azules y nubosos.
A izquierda, está inscrita en azul la firma «Gustave Courbet» y una fecha, «1842».

## Historia del cuadro

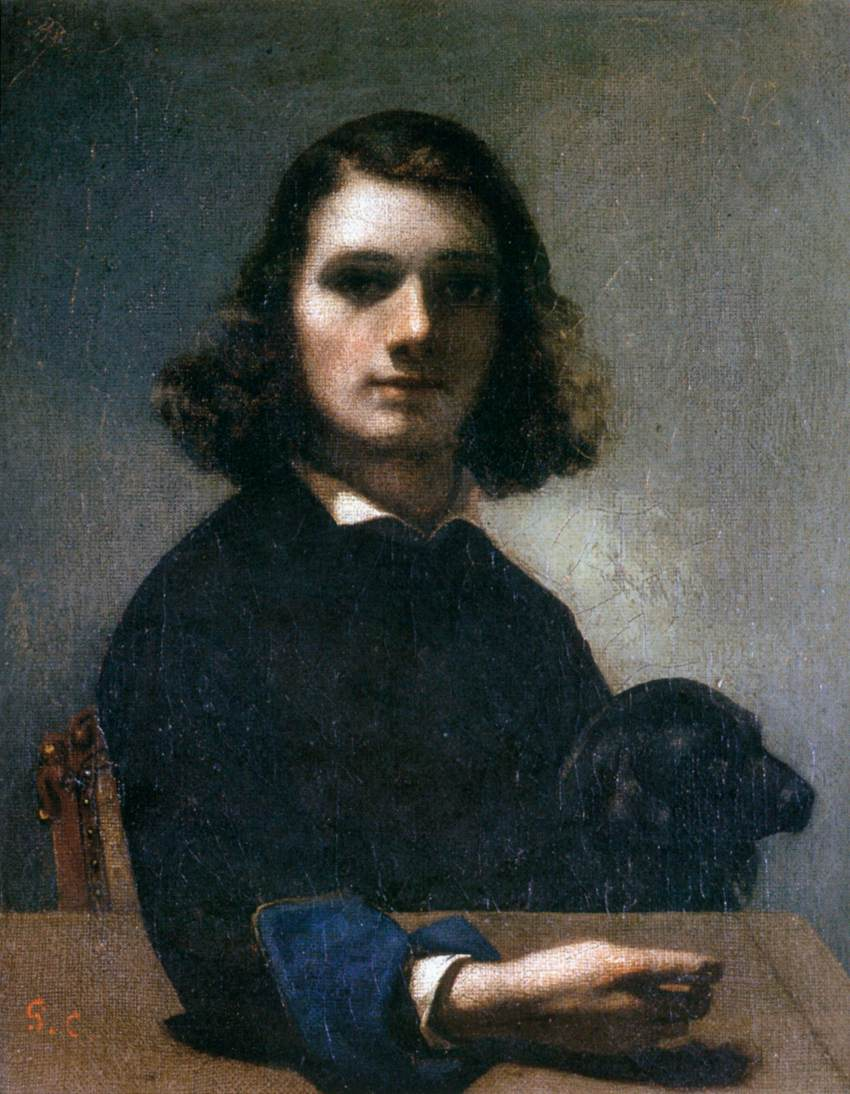
Pequeño autorretrato con perro negro (1842), Pontarlier, museo municipal.

Este cuadro fue el primero de Courbet aceptado en el Salón de París. En el catálogo oficial de la exposición abierta en marzo de 1844 y celebrada en  el palacio del Louvre, figura bajo el título Retrato del autor.
Una carta a sus padres escrita el 21 de febrero de 1844 menciona que, por consejo del pintor Nicolas-Auguste Hesse que vino a visitarlo en su taller de la calle de la Harpe ubicado en el antiguo colegio de Narbona, el joven Courbet presentará, por cuarta vez, una serie de pinturas al jurado del Salón. Además del Retrato, envía Lot y sus hijas, así como un Estudio de paisaje. Solo el Retrato será aceptado un mes más tarde. Courbet dice en esta carta que el cuadro data de 1842. Ese año, compuso otro autorretrato, más pequeño, con el mismo perro más cachorro (Pequeño autorretrato del artista con un perro negro, museo de Pontarlier). El perro en cuestión es un spaniel que había recibido como regalo en esta época, poco antes del mes de mayo.
El análisis del lienzo revela que es resultado de una reutilización, y que el motivo final fue objeto de modificaciones Así, se percibe sobre los contornos los rastros de un marco, para presentar el cuadro bajo forma redondeada. Se supone que el cuadro fue presentado al público del Salón bajo una forma ligeramente redondeada. El artista se ve desde un punto de vista bajo, di sotto, implicando que el espectador se coloque abajo, lo que sugiere que el cuadro estuviera destinado tal vez a ser una sobrepuerta. 
Después de 1844, el cuadro reapareció en 1882 para la exposición Castagnary; perteneció a Juliette Courbet que lo ofreció a la ciudad de París en 1909.

## Análisis
Courbet se ha representado a la última moda del momento, popular entre los jóvenes, a la bohemia (capa negra con forro claro, pantalones a rayas, cabello largo), en un paisaje de su tierra natal; se supone que representa el valle de Bonnevaux (Doubs), pero sin duda es en parte imaginario. Aparece al aire libre, retomando el procedimiento de los retratistas ingleses del siglo XVIII, que en tiempos del Romanticismo se habían puesto de moda.
La composición y el motivo están marcados sensiblemente por Géricault pero también por la «línea serpentina» de Hogarth, inscrito en el paisaje del Franco Condado.